# Березоватка
Березова́тка (укр. Березуватка), прежнее название Израилевка (идиш איזראילעווקי‎) — село в Устиновской поселковой общине Кропивницкого района Кировоградской области Украины, бывшая еврейская земледельческая колония. Расположено на берегу реки Берёзовки (левом притоке Ингула). По некоторым источникам выходцы из Израилевки, эмигрировавшие в 1904—1905 гг. в Аргентину, называли колонию — Иазер, Язер (англ. Yaser-Yazer).
Население по переписи 2001 года составляло 441 человек. Почтовый индекс — 28614. Телефонный код — 5239. Код КОАТУУ — 3525885602.

## История
Израилевка была основана в 1807 году как еврейская земледельческая колония Елисаветградского уезда Херсонской губернии. В 1828 году из упразднённых и переданных в ведомство военных поселений Елисаветградского и Ольвиопольского уездов Херсонской губернии был образован Бобринецкий уезд, при этом казённое село Бобринец получило статус уездного города, а Израилевка, как и остальные окрестные поселения стала относится к Бобринецкому уезду. В С 1865 года уездное управление было переведено из Бобринца в Елисаветград, с переименованием Бобринецкого уезда в Елисаветградский и Израилевка стала вновь относиться, соответственно, к Елисаветградскому уезду и входила в состав Устиновской волости. Это была одна из первых еврейских колоний Новороссии. Как отмечает Яков Пасик (исследователь еврейских земледельческие колонии Юга Украины и Крыма), колония была основана на свои средства выходцами из Черниговской губернии.
В 1812 году в колонии насчитывалось 26 семейств (118 человек). К 1897 году по переписи в Израилевке жило уже 1490 человек, большинство из которых (1387) было евреями. Из них к семьям земледельцев (по данным 1898 года) относилось 1194 человека (210 семей). С середины XIX века в Израилевке начало развиваться виноградарство, получившее к началу XX века большое развитие. Израилевка в этом отношении была одним из пионеров в губернии. По данным 1877 года в колонии действовала собственная школа. В 1909 году было открыто казенное двухклассное еврейское училище.
К началу Великой Отечественной войны еврейское население Израилевки составляло около 400 человек. 14 июля 1942 все оставшиеся в селе евреи (257 человек) были расстреляны немецкими оккупантами и их пособниками у деревни Ковалевка, в 2-х километрах к югу от Израилевки. В следующие дни были убиты и дети от смешанных браков. Через год и 8 месяцев — 13 марта 1944 Израилевка была освобождена от оккупации. Среди погибших при ее освобождении были Герои Советского Союза Ефим Ильич Стерин и Михаил Иванович Осипов.
В 1946 году указом Президиума Верховного Совета УССР село Израилевка переименовано в Березоватку.
До 2020 года село входило в Устиновский район

## Достопримечательности
- В юго-западной части нынешней Березоватки, примерно в 200 метрах от моста, на восточном берегу реки Березовки находится место старого еврейского кладбища Израилевки. Координаты — 48°00′23″ с. ш. 32°35′38″ в. д.HGЯO. На кладбище сохранилась одна поваленная мацева (вертикальное надгробие).[6][15]
- Сохранилось дореволюционное здание еврейской школы.[6]